# Katunets
Katunets (bulgariska: Катунец) är ett distrikt i Bulgarien.   Det ligger i kommunen Obsjtina Ugărtjin och regionen Lovetj, i den centrala delen av landet, 110 km nordost om huvudstaden Sofia.
Omgivningarna runt Katunets är en mosaik av jordbruksmark och naturlig växtlighet. Runt Katunets är det ganska tätbefolkat, med 54 invånare per kvadratkilometer.